# Rozstrzelanie cesarza Maksymiliana
Rozstrzelanie cesarza Maksymiliana (fr. L’Exécution de Maximilien) – obraz olejny autorstwa Édouarda Maneta namalowany w 1868–1869.

## Historia obrazu
Obraz przedstawia rozstrzelanie cesarza Meksyku Maksymiliana Habsburga oraz generałów Tomása Mejíi oraz Miguela Miramóna, wydarzenie kończące trzy lata istnienia Cesarstwa Meksyku, powstałego dzięki francuskiej interwencji w tym kraju. Miało ono miejsce 19 czerwca 1867 r. po wojnie domowej, w której wojskami meksykańskich republikanów dowodził Benito Juarez.
Manet rozpoczął prace nad pierwszą wersją obrazu jeszcze w lipcu 1867 r., natychmiast po tym, gdy do Paryża dotarła wiadomość o rozstrzelaniu Maksymiliana I. Malarz opierał się na relacjach ustnych oraz ilustracjach, jakie publikowała prasa francuska w związku z tym wydarzeniem. Nad ostateczną wersją obrazu, która zyskała największy rozgłos, pracował w latach 1868–1869, a stworzona w tym czasie litografia i cztery płótna (w tym jeden szkic olejny) obecnie znajdują się w Bostonie, w Kopenhadze i zachowane w kilku częściach w National Gallery w Londynie. Wersja ostateczna znajduje się w Mannheimie.  
Polityczne przesłanie obrazu, jak również republikańskie poglądy Maneta uniemożliwiły wystawienie dzieł natychmiast po ich wykonaniu, za rządów Napoleona III. Przyjaciele Maneta zabrali jeden z obrazów do Nowego Jorku, wystawiając go w tym mieście oraz Bostonie – tym samym stał się on jedynym dziełem poświęconym Maksymilianowi, jaki został wystawiony za życia malarza. W Stanach Zjednoczonych, mimo reklamy obrazu, nie wzbudził on większego zainteresowania. Dopiero w XX wieku dzieło zyskało większy rozgłos. 

## Opis obrazu
Rozstrzelanie cesarza Maksymiliana to jeden z nielicznych obrazów, na których Manet dążył do osiągnięcia efektu dramatycznego. Inspiracją dla malarza było dzieło Francisca Goi Trzeci maja 1808 (Rozstrzelanie powstańców madryckich), który prawdopodobnie Manet oglądał w muzeum Prado w 1865 r.
Obraz ukazuje egzekucję Maksymiliana i dwóch wiernych mu generałów w chwili po oddaniu strzałów przez pluton egzekucyjny. Postacie rozstrzeliwanych spowite są dymem. Oficer po prawej stronie obrazu przeładowuje broń, by w razie potrzeby móc oddać coup de grâce. Na obrazie będącym ostateczną wersją dzieła żołnierze nie noszą mundurów meksykańskich (jak w pierwszej, bostońskiej wersji), ale mundury budzące natychmiastowe skojarzenie z armią francuską.
W tle obrazu malarz umieścił mur, zza którego wygląda grupa widzów przyglądających się egzekucji. Postacie wyglądają zza muru, który jest zbyt wysoki, by mógł zza niego patrzeć stojący człowiek. Nie jest to błąd malarza, ale świadomy zabieg, który ma na celu odwrócenie uwagi od niższych partii muru.

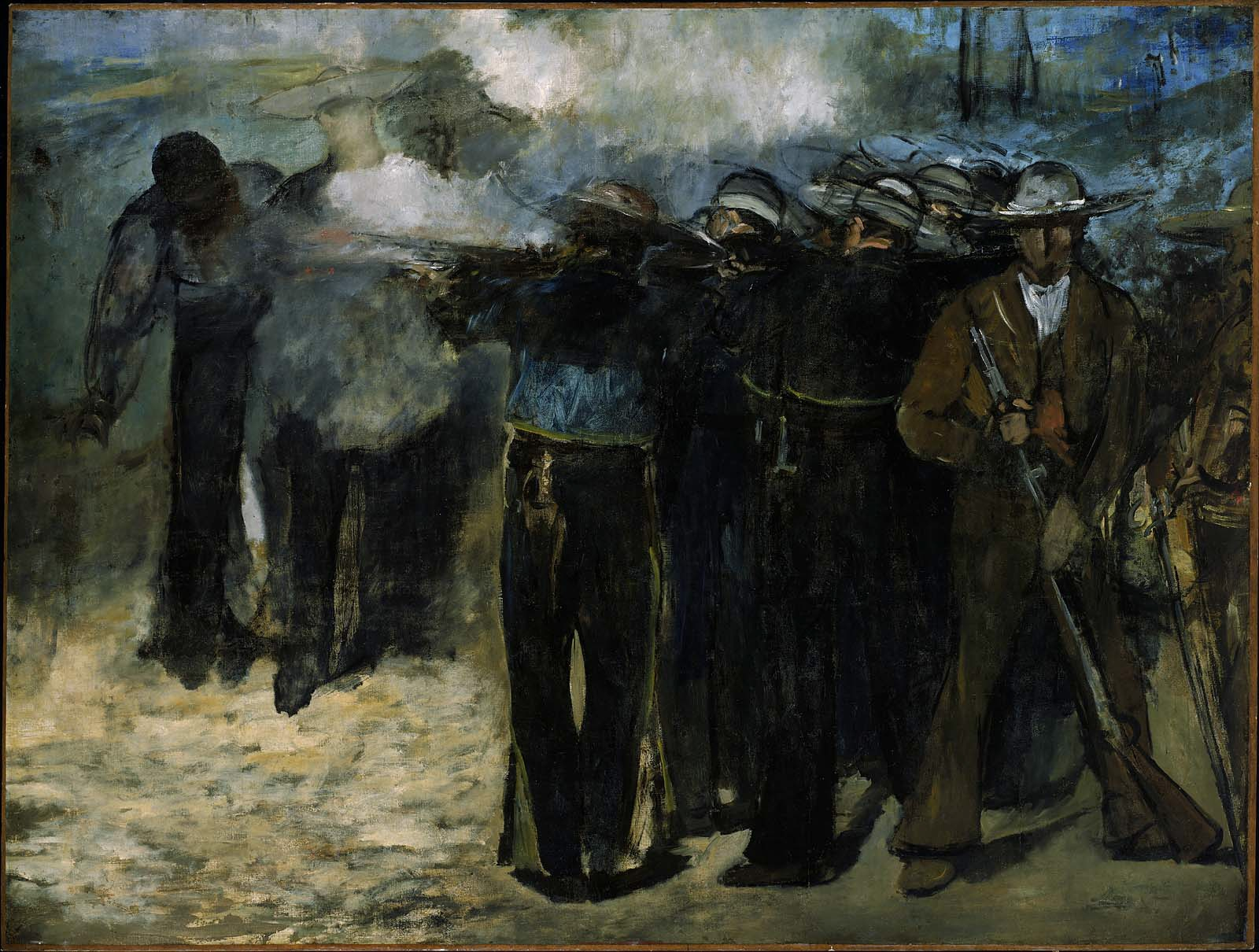
Boston
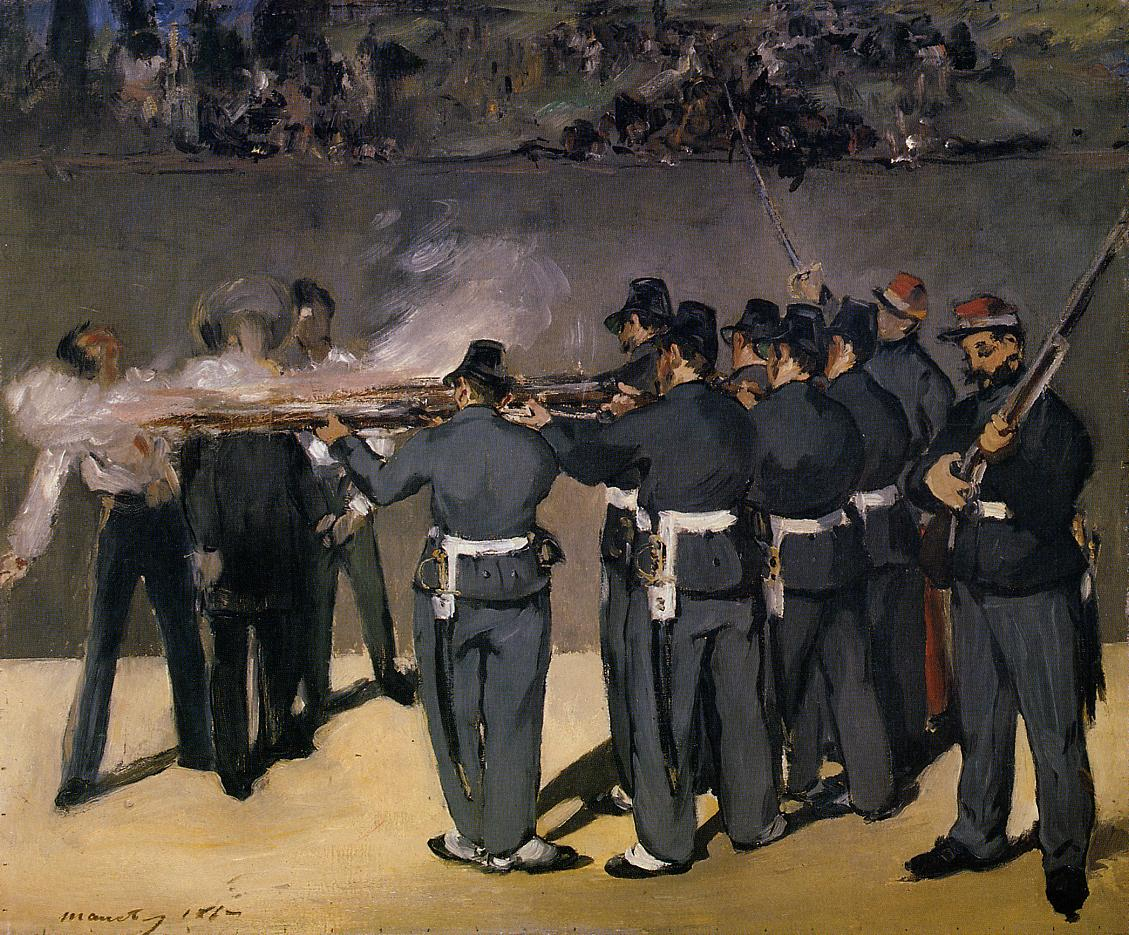
Kopenhaga
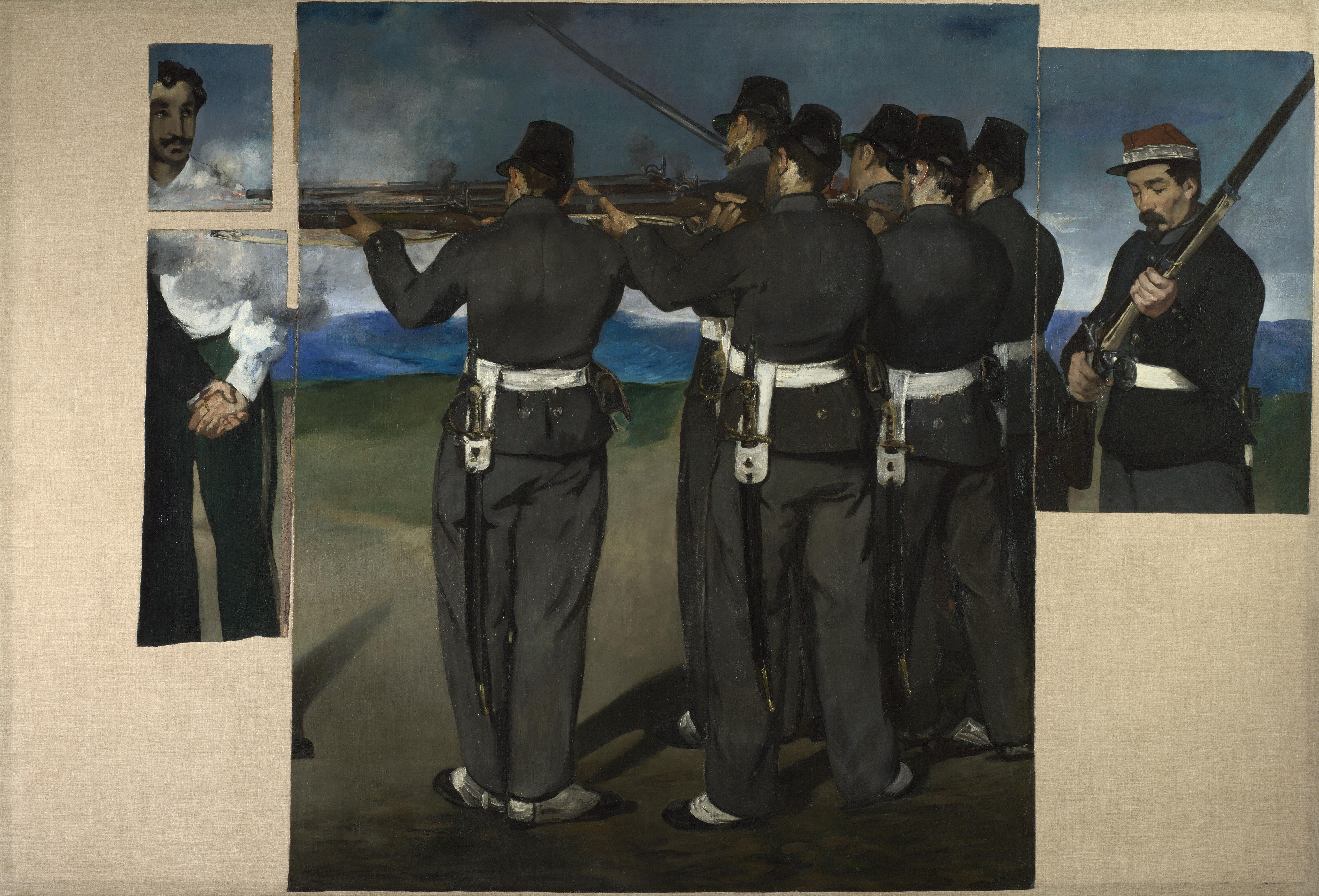
Londyn